# 沼田市
沼田市（日语：／ Numata shi */?）是日本群馬縣北部的城市。在中世時期是沼田城的城下町，也是關東平原上重要的軍事要塞。沼田市位於群馬縣城市的最北端。
人口約45,000人，是整個群馬縣內最少的。

## 地理
利根川流經城市的西部，其支流片品川流經南端，形成大規模的河流梯田。中心城鎮位於梯田的頂部，JR上越線和國道17號線沿著利根川穿過梯田的下部，JR沼田站位於梯田懸崖的腳下。關越高速公路與這些道路大致平行，越過山丘，沼田IC集成電路位於城市的東部。 2005年2月13日，利根縣的白澤村和利根村合併後，城市的區域變成了一個 "H"的形狀。
- 山：袈裟丸山、赤城山、迦葉山、獅子ヶ鼻山、鹿俣山、子持山、三峰山、戸神山、雨乞山
- 川：利根川、薄根川、発知川、片品川、白沢川、城堀川

## 相鄰的自治體
- 群馬縣
  - 桐生市（黑保根地区）
  - 澀川市（小野上地区、子持地区、赤城地区）
  - 綠市（東地區）
  - 利根郡：水上町、片品村、昭和村、川場村
  - 勢多郡：富士見村
  - 吾妻郡：高山村
- 栃木縣
  - 日光市

## 氣候
沼田市擁有太平洋、中央高地和日本海氣候的組合。它是關東地區最冷的城市之一，一月的平均氣溫低於0℃，每年平均有3.7個真冬日。夏季相對涼爽，仲夏日和高溫日的年平均日數分別為37.3和2.7。在群馬縣的觀測點中，沼田市的年降雨量是最低的。冬季時，雪雲從日本海抵達，在某些日子裡可以看到降雪和雪蓋，但與水上町相比，降水量和日照時間有很大差別，這也是太平洋氣候的特點。原沼田市和利根村地區被指定為強降雪區。

## 歷史
在中世紀，沼田市是沼田城的城堡鎮。上杉謙信、武田信玄和北條氏為爭奪沼田的所有權發生了激烈的衝突。這裡也是上杉軍隊攻擊北條氏的基地。在戰國末期，這裡也是真田昌幸和真田信幸的領地。

### 沿革
- 1889年4月1日，隨著鎮村制度的頒布，在利根郡設立了沼田町、利南村、池田村、薄根村、川田村、白澤村和東村，在北勢多郡設立了赤城根村。
- 1896年4月1日，北勢多郡和利根郡合併為利根郡。
- 1954年4月1日，沼田町與利根郡的一個鎮和四個村合併，主要是沼田鎮，也包括利南村、池田村、薄根村和川田村，組成沼田市。
- 1956年9月30日，東村和赤城根村合併為利根村。
- 2005年2月13日，利根郡白澤村和利根村合拼。
- 2019年5月7日，市政廳從西倉內町780號搬遷到複合施設「テラス沼田」（下野町888號）

1. ↑  . www.data.jma.go.jp.   [2022-06-13]. （原始内容存档于2017-08-20）.
2. ↑  . www.sekkankyo.org.   [2022-06-13]. （原始内容存档于2020-12-17）.